# Konkurrent
Konkurrent is een onafhankelijk muziekbedrijf in Amsterdam, opgericht in 1985. Het distribueert platen en cd's voor kleine, onafhankelijke  platenlabels, doet marketing en promotie en geeft muziek uit via eigen labels.

## Geschiedenis
Konkurrent werd in 1985 opgericht door Hetty Zwart, Richard van der Veen en de bandleden Luc Klaasen en Jos Kley van The Ex. Aanvankelijk opereerden zij als stichting vanuit een garage, waar zij een dag per week geopend waren en voornamelijk punkplaten distribueerden, later verhuisden zij naar een oud schoolgebouw in de Staatsliedenbuurt. In 1992 werd het bedrijf omgevormd tot een BV en in 2012 werd een webshop geopend. Heden ten dage richt Konkurrent zich voornamelijk op gitaarmuziek, pop, reggae, singer/songwriter en elektronische muziek. Bekendere artiesten in het assortiment zijn Pavement, Sebadoh en Mogwai. Konkurrent is de exclusieve distributeur in de Benelux van zo'n 400 platenlabels, waaronder Rough Trade, Sub Pop en Touch & Go.

## Eigen labels
Op het eigen platenlabel Konkurrel worden tussen 1986 en 2004 zo'n 100 albums uitgegeven van onder andere De Kift, Dog Faced Hermans en Victims Family. In 1996 wordt het label In the Fishtank gestart, waarvoor bevriende muzikanten gevraagd worden in twee dagen opnames te maken voor een korte CD. Op het label worden meer dan twintig releases gedaan, veelal samenwerkingen van verschillende groepen.